# Feistritz am Wechsel
Feistritz am Wechsel osztrák község Alsó-Ausztria Neunkircheni járásában. 2019 januárjában 1051 lakosa volt. 

## Elhelyezkedése

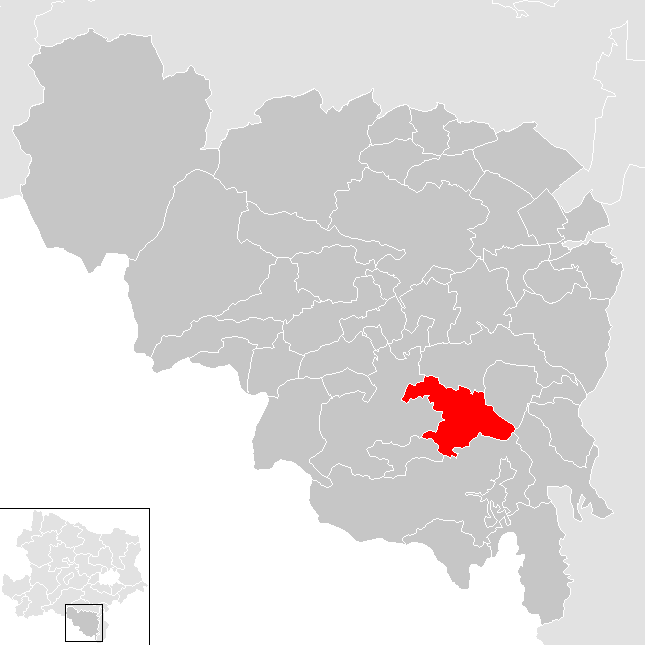
Feistritz am Wechsel a Neunkircheni járásban

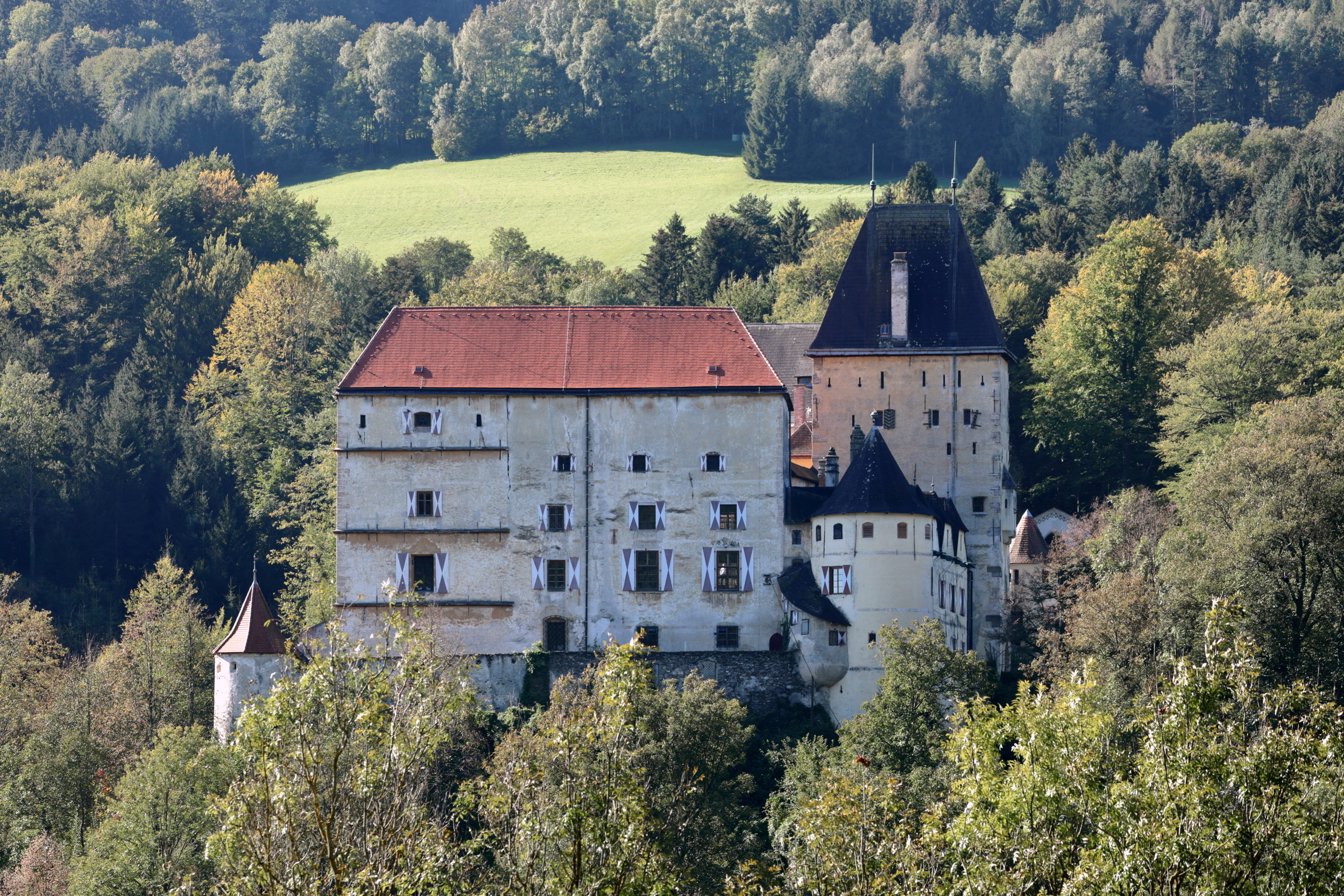
A feistritzi vár

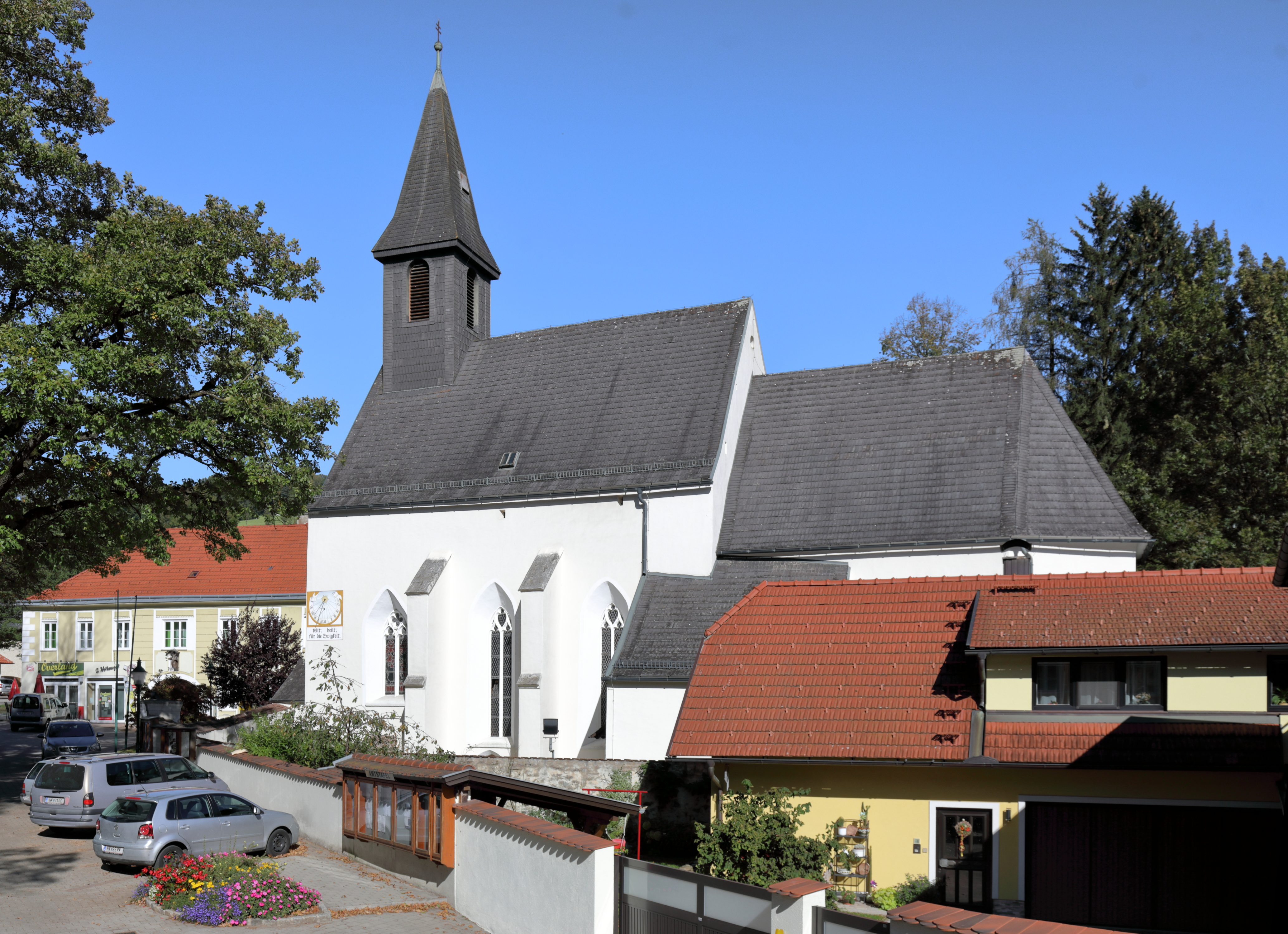
A Szt. Ulrik-plébániatemplom

Feistritz am Wechsel Alsó-Ausztria Industrieviertel régiójában fekszik a Wechsel-hegység északkeleti lábainál, a Feistritz folyó mentén. Területének 60,9%-a erdő. Az önkormányzat 3 településrészt, illetve falut egyesít: Feistritz am Wechsel (874 lakos 2019-ben), Grottendorf (104) és Hasleiten (73).  
A környező önkormányzatok: északra Warth, keletre Grimmenstein és Thomasberg, délre Aspangberg-Sankt Peter, délnyugatra Sankt Corona am Wechsel, nyugatra Kirchberg am Wechsel. 

## Története
A Feistritz neve a szláv bisztrica (gyors patak) szóból ered. Első említése 1170-ből származik, amikor Gerhard von Glizenvelt az admonti apátságnak adományozott egy itteni tanyát. A vár a 12. század közepén épült és tagja volt annak a védláncolatnak, amely kelet felől védte az országot. 1366-ban Nyclo der Sachsenganger, a 15. század elején Hertnit von Pottendorf volt a falu földesura. 1488-ban a Pottendorfok kihaltak és Feistritz házasság révén a IV. Christian von Zinzendorfhoz került. A vár a török és kuruc betörések idején menedékül szolgált a falu lakóinak. Bécs 1683-as ostroma idején a törökök nem tudták elfoglalni a várat. Két évvel később akkori tulajdonosa, von Perger báró átalakította a középkori épületet, hogy alkalmasabb legyen ottlakásra. 1815-ben Josef von Dietrich vásárolta meg, aki a napóleoni háborúkban hadiszállításokon gazdagodott meg. Dietrich romantikus stílusban átalakította a kastélyt, de 1858-as halála veje, Ludwig Sulkowsky elhanyagolta az épületet, a művészeti gyűjtemény nagy részét eladták. 1922-ben Maximilian Mautner bankár vásárolta meg az omladozó kastélyt, rendbehozatta és itt helyezte el műgyűjteményét. Mautner 1938-ban Amerikába menekült. 1945-ben a szovjet fosztogatást a tisztek odahívásával sikerült megakadályozni; a kastély ezután az 1955-ös szovjet kivonulásig tiszti kaszinóként szolgált. 1965-ben az osztrák származású amerikai Henry Reichhold iparmágnás vásárolta meg az épületet, ma rendezvényeket is tartanak benne. 

## Lakosság
A Feistritz am Wechsel-i önkormányzat területén 2019 januárjában 1051 fő élt. A lakosságszám 1869 óta 950-1100 között ingadozik. 2017-ben a helybeliek 98,1%-a volt osztrák állampolgár; a külföldiek közül 0,6% a régi (2004 előtti), 0,7% az új EU-tagállamokból érkezett. 2001-ben a lakosok 97,1%-a római katolikusnak, 2% pedig felekezeten kívülinek vallotta magát. Ugyanekkor két magyar élt a községben. 
A lakosság számának változása:

| 2016 | 1 023 |
| 2018 | 1 038 |

## Látnivalók
- a feistritzi vár
- a késő gótikus Szt. Ulrik-plébániatemplom
- a barokk Mária-oszlop

## Fordítás
- Ez a szócikk részben vagy egészben  a   Kirchberg am Wechsel című német Wikipédia-szócikk ezen változatának fordításán alapul.  Az eredeti cikk szerkesztőit annak laptörténete sorolja fel. Ez a jelzés csupán a megfogalmazás eredetét és a szerzői jogokat jelzi, nem szolgál a cikkben szereplő információk forrásmegjelöléseként.